# Franklin Farrell
Franklin Farrell III (* 23. März 1908 in Ansonia, Connecticut; † 2. Juli 2003 in North Branford, Connecticut) war ein US-amerikanischer Eishockeytorwart und im Jahr 1932 Olympiateilnehmer.  

## Karriere
Franklin Farrell besuchte vier Jahre lang die Yale University, für deren Eishockeymannschaft er parallel vier Jahre lang spielte. Anschließend spielte der Torwart Amateur-Eishockey für den St. Nicholas Hockey Club, ehe er das Familienunternehmen übernahm. 

### International
Für die USA nahm Farrell an den Olympischen Winterspielen 1932 in Lake Placid teil, bei denen er mit seiner Mannschaft die Silbermedaille gewann.

## Erfolge und Auszeichnungen
- 1932 Silbermedaille bei den Olympischen Winterspielen